# パシフィックグランプリ (4輪)
パシフィックグランプリ（パシフィックGP、Pacific Grand Prix）は、1994年と1995年にTIサーキット英田（現：岡山国際サーキット）で開催されたF1のレース。

## 概要
1994年と1995年の2回開催された。F1は、原則として年間1国1開催であるが、人気のある国や収益が見込める国などにおいては同国内で2～3レースが行われる場合がある。この際、2つめ以降のレースにはその地域や隣国などの名称を冠することになるため、日本の場合は太平洋を意味する「パシフィック」が冠せられた。
TIサーキット英田の経営母体のタナカインターナショナルの社長である田中肇による、バーニー・エクレストンへの働きかけにより1994年に初開催されることとなったが、日本におけるF1ブームの沈静化、サーキットの立地及び交通アクセスの不便さ、さらには1995年1月に発生した阪神・淡路大震災の影響を受けた開催日変更を受けて特に1995年の観客動員は不調に終わり、さらにタナカインターナショナルの資金繰り不調も重なり2回の開催で中止となった。
開催当時サーキット周囲の道路網は未整備であり、開催にむけて岡山県の協力の元、急ピッチで道路整備が行なわれたが部分的な整備に留まった。そのため、一般車両の通行を制限してシャトルバスによるピストン輸送を行い、渋滞を引き起こしたものの、観客に大きな混乱はなかった。
またサーキットが山間部にあるため、周辺に商業施設や宿泊施設、レストランがなく、レース関係者も車で20分ほど離れた湯郷温泉の旅館や中規模のホテルなどに宿泊した。和風の畳部屋で束の間の異国体験をすることになった。
サーキット自体はコンパクトで全長が短く、抜きどころが少ないため、参加したF1ドライバーからは「ミニ・モナココース」と評された。

## 歴史

### 1994年
詳細は1994年パシフィックグランプリを参照
開幕第2戦として4月に開催。第3戦サンマリノGPで事故死したローランド・ラッツェンバーガーとアイルトン・セナの、日本での最後のレースとなった。

### 1995年
詳細は1995年パシフィックグランプリを参照
前年同様に4月に開催される予定であったが、同年1月に発生した阪神・淡路大震災による影響が考慮され、10月（第15戦）に延期。その結果、第16戦の日本グランプリとの2連戦となり、過去のF1でも珍しい1国2週連続開催が実現した。しかし、2週連続開催により、双方の観戦客に食い合いが生じる結果となった。

### 1996年
この年も開催が予定され暫定カレンダーにも載っていたが、FIA側が従来の予定通り春（3月末〜4月）を希望したのに対し、サーキット側が「準備が間に合わない」との理由で、前年同様秋（9月〜10月）を希望したため日程の調整がかなわずカレンダーより削除された。

## レース結果と開催サーキット
- ピンク地はF1世界選手権以外で開催された年。

1960年-1963年は、現在インディカー・シリーズの一戦としてラグナ・セカで行われる「モントレーグランプリ（en）」を「パシフィックグランプリ」と称していた。
- 1960年-1962年はアメリカ国内のスポーツカーレースであるUSACロードレーシング選手権（en）の一戦として開催された。ラウンドの数字は同選手権のもの。
- 1963年は同選手権の終了に伴い、非選手権レースとして開催された。

| 年          | 決勝日     | ラウンド   | サーキット   | 勝者                   | コンストラクター                      | 結果       |
| ----------- | ---------- | ---------- | ------------ | ---------------------- | ------------------------------------- | ---------- |
| 1960        | 10月23日   | 5          | ラグナ・セカ | スターリング・モス     | ロータス-クライマックス               | [ 1 ]      |
| 1961        | 10月22日   | 4          | ラグナ・セカ | スターリング・モス     | ロータス-クライマックス               | [ 2 ]      |
| 1962        | 10月21日   | 5          | ラグナ・セカ | ロジャー・ペンスキー   | ゼレックス・スペシャル-クライマックス | [ 4 ]      |
| 1963        | 10月20日   | 非選手権   | ラグナ・セカ | デイブ・マクドナルド   | クーパー-フォード                     | [ 5 ]      |
| 1964 - 1993 | 開催されず | 開催されず | 開催されず   | 開催されず             | 開催されず                            | 開催されず |
| 1994        | 04月17日   | 2          | 英田         | ミハエル・シューマッハ | ベネトン-フォード                     | 詳細       |
| 1995        | 10月22日   | 15         | 英田         | ミハエル・シューマッハ | ベネトン-ルノー                       | 詳細       |

### 開催されたサーキット

ラグナ・セカ (1960-1963)
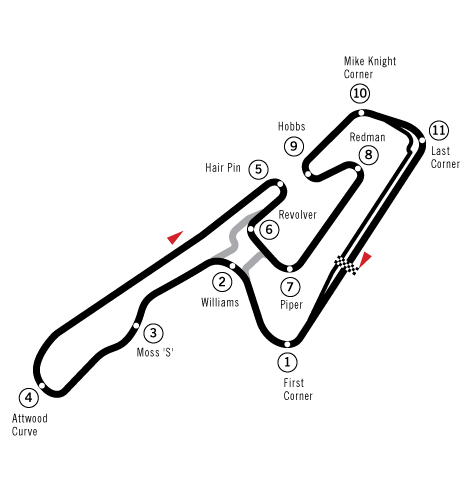
英田 (1994-1995)

## 備考
- 日本での2戦目のF1開催としては、1990年代初めにオートポリスで「アジアグランプリ」として開催が計画され話題になったが、管理会社の日本トライトラストの破産により計画は頓挫した。
- 2007年から富士スピードウェイで日本グランプリが開催（5年契約）されることになり、引き続き開催を望んでいた鈴鹿サーキットは、「パシフィックGP」としてシーズン当初に開催することなどをFIAに要望したが開催されるには至らなかった。鈴鹿サーキットは2008年以降も開催を要望し続けた結果、2007年9月のF1第13戦イタリアGPにて2009年からの富士スピードウェイとの隔年開催が発表された。さらに富士スピードウェイが2010年以降F1開催から撤退したため、2010年以降は、鈴鹿サーキットで日本グランプリが継続開催されている。